# 달성 삼가헌 고택
달성 삼가헌 고택(達城 三可軒 古宅)은 대한민국 대구광역시 달성군 하빈면에 있는 조선시대의 가옥이다. 1979년 12월 31일 대한민국의 국가민속문화재 제104호로 지정되었다.

## 개요
달성군 하빈면 묘동은 사육신 중 하나인 충정공 박팽년(1417∼1456) 후손이 모여 사는 순천 박씨 집성촌이다. 삼가헌은 박씨 집성촌과는 낮은 산을 경계로 하고 있다. 삼가헌은 박팽년의 11대 손인 성수(聖洙)가 1769년에 이곳에 초가를 짓고 자기의 호를 따라 삼가헌이라 한 것에서 시작한다. 그 뒤 그의 아들 광석(光錫)이 1783년 이웃 묘골에서 현재 위치로 분가한 다음 1826년 초가를 헐고 안채와 사랑채를 지었다. 별당인 하엽정(荷葉亭)은 연꽃잎의 정자라는 뜻으로 1826년 집을 지을 당시 많은 흙을 파낸 자리에 박광석의 손자 규현이 1874년에 연못으로 꾸며 연을 심고 파산서당을 앞으로 옮겨 지으면서 하엽정이라 당호를 붙였다.

## 주요 건축물

### 삼가헌
삼가헌(三加軒)이라는 이름은 중용에서 나왔다. 중용 제 9장에는 '子曰 天下國家可均也, 爵祿可辭也, 白刃可蹈也, 中庸不可能也(자왈 천하국가가균야, 작록가사야, 백도가답야, 중요불가능야)'라는 문구가 있다. 이 글은 "천하와 국가는 다스릴 수 있고, 관직과 녹봉도 사양할 수 있고, 날카로운 칼날 위를 밟을 수도 있지만 중용은 불가능하다."라는 뜻이다. 이는 천하를 다스림은 知이고, 작록을 거부하는 것은 인(仁)이며. 칼날을 밟을 수 있다는 것은 용(勇)에 해당한고 한다. 즉 선비로서 갖추어야 할 덕목을 모두 갖추었다는 것이다.

### 하엽정
하엽정은 원래 4칸 규모의 1자형 건물이었는데 앞에 누마루를 한 칸을 늘여 붙였다고 한다. 연못은 앞쪽으로 길게 뻗은 직사각형이고 가운데 원형 섬이 있고 섬까지는 외나무다리가 있어다. 이 별당은 원래 서당으로 쓰던 곳으로 앞에는 <하엽정>이라는 당호와 함께 <파산서당 巴山書堂>이라는 편액이 걸려 있다.

### 안채
안채는 전면 6칸 전퇴집으로 3평주 삼량집으로 2009년 4월 화재로 소실되어 다시 지었다. 전체적으로 볼때, 조선 중기에 건축된 지방 양반가의 특징을 잘 남긴 대표적인 주택이다.

## 명칭 변경
종전 문화재 명칭은 묘동박엽씨가옥(竗洞朴熀氏家屋)이었으나, 사육신 박팽년의 12대손인 박광석이 이웃한 묘골에서 현재의 위치로 분가해 오면서 가옥을 건립하고 부친의 호를 따라 삼가헌이라 이름하였음을 감안하여 2007년 1월 29일 달성 삼가헌으로 변경하였다.

## 참고 자료
- 달성 삼가헌 고택 - 국가유산청 국가유산포털